# 中国大熊猫保护研究中心
中国大熊猫保护研究中心，是中華人民共和國四川省的一個大熊貓飼養和研究機構，是直属国家林业和草原局的事業單位。中国大熊猫保护研究中心行政总部位于成都市都江堰市，下辖4个基地，分別為卧龙神树坪基地、都江堰青城山基地、雅安碧峰峡基地、卧龙核桃坪基地。其中卧龙神树坪基地位于四川省阿坝藏族羌族自治州卧龙国家级自然保护区耿达镇幸福村，占地2250亩。都江堰青城山基地位于成都市都江堰市青城山镇石桥村，总面积760亩。雅安碧峰峡基地位于四川省雅安市雨城区碧峰峡镇碧峰峡景区，占地1074亩。卧龙核桃坪基地位于四川省阿坝藏族羌族自治州卧龙国家级自然保护区卧龙镇核桃坪、五一棚区域以及耿达镇天台山区域，占地面積300余亩。

## 简介
1974年至1977年全国珍贵动物调查期间，发现大熊猫的主食竹大面积开花枯死，大熊猫严重缺食。中华人民共和国林业部对此高度重视，决定对大熊猫的栖息地和生存状况深入进行生态观测研究。根据该决定，1978年，卧龙自然保护区管理局与南充师范学院合作，在该保护区臭水沟海拔2520米的山上建立了“五一棚大熊猫生态观察站”。1979年，经林业部批准，该保护区又在英雄沟海拔2500米的山上建立了大熊猫饲养场，以救护和收容该保护区内外患病的野生大熊猫。“五一棚大熊猫生态观察站”和“英雄沟大熊猫饲养场”是中国保护大熊猫研究中心的前身。
1980年6月，中国政府与世界自然基金会达成了在卧龙国家级自然保护区建立“中国保护大熊猫研究中心”的协议。研究中心选址在卧龙国家级自然保护区海拔1820米的核桃坪区域，占地面积20余公顷，是皮条河下游两岸的小片洪水冲积地。1981年底，研究中心开工建设，1983年7月建成。
1980年中国保护大熊猫研究中心成立后，一直由卧龙国家级自然保护区作为一个科研业务部门管理，并非独立的研究机构。2001年4月，经国家林业局同意，将中国保护大熊猫研究中心挂靠在中国林业科学研究院，成立了“中国林业科学研究院大熊猫研究中心”。2001年10月23日，在卧龙核桃坪大熊猫基地举行挂牌仪式。由此，中国保护大熊猫研究中心在行政和业务上属卧龙国家级自然保护区管理局和中国林业科学研究院双重管理，实行两块牌子、一套人马的管理体制。后来，中国保护大熊猫研究中心与卧龙国家级自然保护区管理局、卧龙特别行政区政府实行多块牌子一套人马，代管部门为四川省林业厅。
2000年12月，该研究中心向国家林业局专门汇报，建议在距卧龙较远处建一个分支基地。2001年3月9日，国家林业局组织四川省林业厅、中共雅安市委、雅安市人民政府、中共雅安市雨城区委、雅安市雨城区人民政府、卧龙自然保护区管理局、万贯集团公司以及大熊猫保护专家，在四川省雅安市召开建立研究中心分支基地的选址座谈会，签署“六方会议纪要”。决定在雅安市雨城区碧峰峡镇海拔约1000米的山顶平地建立中国保护大熊猫研究中心雅安碧峰峡基地。该基地占地面积71.4公顷，投资2760万元人民币，全部由国家林业局事业经费拨款，于2003年9月完工。2003年9月21日，在卧龙和碧峰峡两地举行了大熊猫搬迁仪式。2003年12月28日，雅安碧峰峡基地正式对公众开放。
中国大熊猫保护研究中心拥有全世界最大的圈养大熊猫种群，并在全世界最早启动了圈养大熊猫回归自然的研究。研究中心在1998年产4胎5仔，存活4仔；1999年产4胎8仔，1个3胞胎，2个双胞胎，除产的３胞胎由于自身发育不全死去1仔外，其余7仔全部存活。2000年大熊猫共计产仔8胎12仔，成活11仔（其中1只出生时已死亡），4个双胞胎，4个单胎。怀孕产仔率72.7％，幼仔成活率91.6％，均居全国首位。21世纪初，连年幼仔存活率均为100%，1991年至2004年，研究中心共繁殖47胎60仔，存活57仔。2003年，中国大熊猫保护研究中心启动大熊猫野化培训项目。
研究中心雅安碧峰峡基地的大熊猫分别租借给了美国华盛顿国家动物园、圣地亚哥动物园、日本神户市立王子动物园、泰国清迈动物园、奥地利维也纳美泉宫动物园等，促进了中外各国对大熊猫的了解和保护事业。
2008年汶川大地震后，在国家林业局和四川省林业厅等上级主管部门的领导下，在香港特别行政区政府的对口援建下，以及社会各界支持下，该研究中心重新进行定位、规划、建设。该研究中心下辖的卧龙、都江堰、雅安碧峰峡三个基地全部完成震后重建或改造并投入使用。
2013年，经中央编办批准，国家林业局正式发文成立“中国大熊猫保护研究中心”。2015年12月28日，“中国大熊猫保护研究中心”以及“中国共产党中国大熊猫保护研究中心委员会”在四川卧龙大熊猫基地内挂牌成立，国家林业局副局长陈凤学、四川省人民政府副秘书长赵学谦共同出席并揭牌，该研究中心首任主任由国家林业局副局长陈凤学兼任。新成立的该研究中心不局限在四川省，而是整合中国国内大熊猫科研资源，在四川省、北京市、上海市、广东省等地新设或增加大熊猫科研机构或保护基地。中国大熊保护研究中心直属国家林业局，总部仍设在卧龙国家级自然保护区境内。

## 历任领导
| 主任 - 陈凤学（2015年—，国家林业局副局长兼） | 党委书记 - 张志忠（2015年—） |